# Necrophila
Некрофила (лат. Necrophila) — род жуков-падальщиков из семейства мертвоедов, в который включают около 20 видов. Большинство из них встречается в Азии, а один вид — в Северной Америке: Necrophila americana, он широко распространен в восточной половине США и южной части Канады.

## Описание
Некрофилы имеют овально-продолговатую форму тела с черными надкрыльями. Размер жуков довольно крупный, длина тела некоторых видов может превышать 2 см. Личинки характеризуются черным окрасом, короткими двухчлениковыми урогомфами, вторым стернитом с единственным склеритом и наличием многочисленных пластинок на втором сегменте чувствительной области усиков.
Некрофила американская единственная из североамериканских мертвоедов с преимущественно желтой переднегрудью.

## Классификация
В состав рода включают следующие виды жуков:
- Necrophila americana — Некрофила американская[источник не указан 1453 дня]
- Necrophila andrewesi
- Necrophila brunnicollis
- Necrophila cyaneocephala
- Necrophila cyaneocincta
- Necrophila cyaniventris
- Necrophila formosa
- Necrophila ioptera
- Necrophila jakowlewi
- Necrophila japonica
- Necrophila luciae
- Necrophila renatae
- Necrophila rufithorax — Некрофила руфиторакс[источник не указан 1453 дня]
- Necrophila subcaudata
- Necrophila thibetana
- Necrophila viridis